# Hubicze (obwód miński)
Hubiczy (biał. Губічы; ros. Губичи, Gubiczi) – wieś na Białorusi, w obwodzie mińskim, w rejonie mińskim, w sielsowiecie Gródek Ostroszycki.